# 娃娃臉 (藝人)
肯尼思·布赖恩·埃德蒙（1959年4月10日—），艺名娃娃脸（Babyface），美国知名音乐人、电影监制及企业家，曾是组合“The Deele”的成员之一。娃娃脸本人与其作品迄今已获得一共12座葛萊美獎，他更曾締造連續三年獲得最佳年度製作人獎的紀錄。

## 早年生活
Babyface本名Kenneth Brian Edmonds，在1959年4月10日出生於美國印第安納州印第安納波利斯，是家中六個兄弟的第五位孩子，包括哥哥Melvin和弟弟Kevon Edmonds之後也成為节奏布鲁斯组合After 7的成员。
Edmonds在六年级时首次有了表演经验，是参与他哥哥Melvin的乐团在高中舞会上的演出，七年级时谱写出他生平的第一首歌曲，之后又陆续加入些校际乐团担任主唱与吉他手（后来亦精擅于键盘乐器）。在升上高中前，Edmonds便已开始在美國中西部各地的俱乐部以及饭店大厅内做表演。而他「Babyface」這個稱號，亦是在那期間由另一位樂手Bootsy Collins別名來的（稱有著稚嫩面容的他），自此一直沿用至他的音樂生涯。

## 音樂生涯

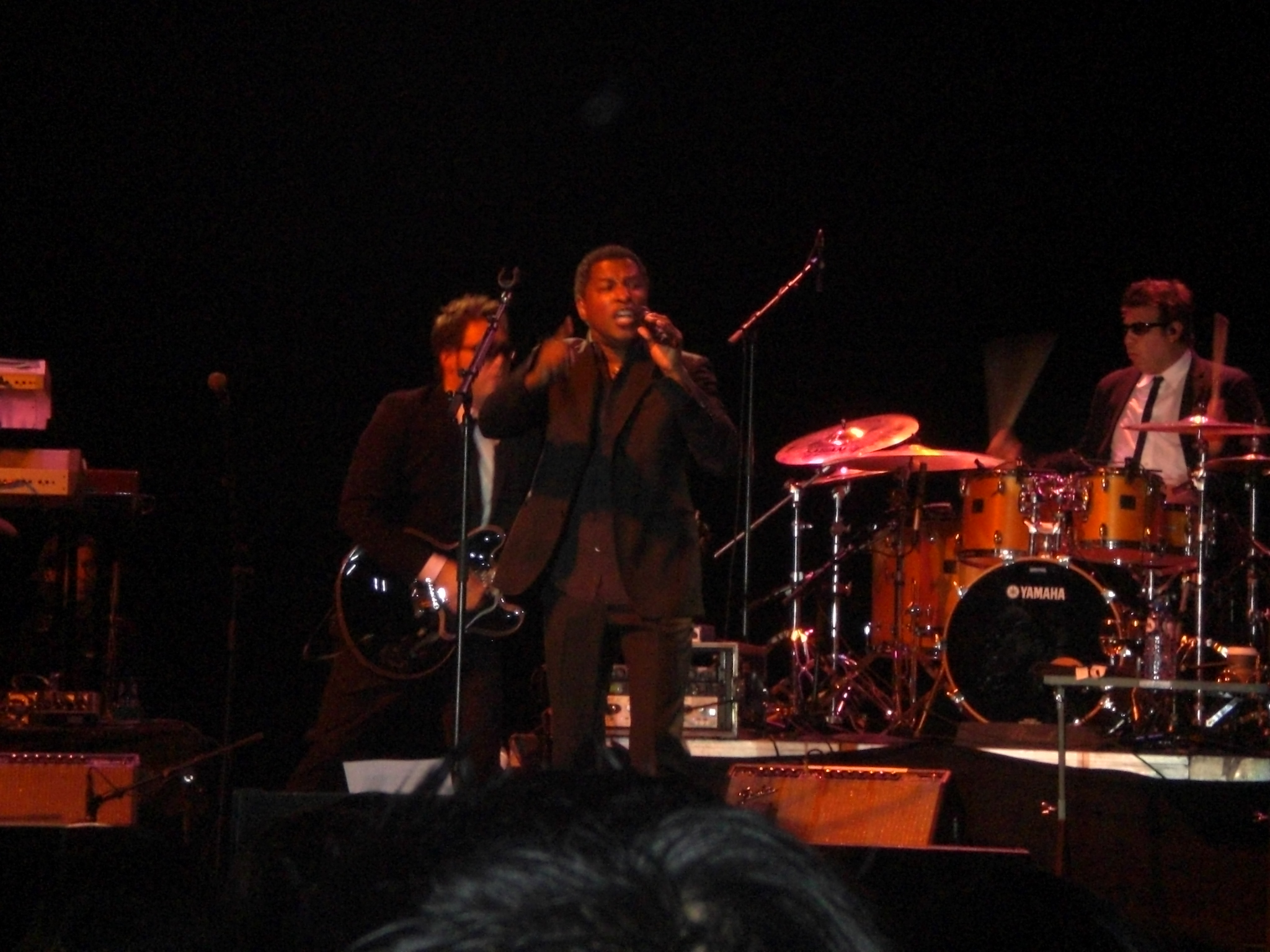
肯尼思·布赖恩·埃德蒙在阿姆斯特丹 RAI 國會大廳的現場演出中

1981年，Babyface在飯店大廳表演期間接到了一個來自俄亥俄州辛辛那提，名叫「The Deele」樂團的邀約，Babyface因而與該團的鼓手及詞曲作家L.A. Reid結識，兩人一拍即合，自此成為密友及工作夥伴，Babyface與L.A. Reid兩人共同擔負起為The Deele譜詞、填曲並規劃音樂生涯的重責大任，並開始參與製作方面的工作。
1983年，The Deele這支六人樂團與Solar唱片公司簽約。在加入The Deele樂團早期，Babyface並不認為自己能做個稱職的歌手，所以在The Deele的首張專輯《Street Beat》中並未參與演唱，直到1985年的第二張專輯《Material Thangz》中，Babyface演唱了自己所創作的歌曲〈Sweet November〉後，想法才隨之改變，甚至開始有了出個人專輯的想法。1987年，The Deele出版的專輯《Eyes of a Stranger》為樂團事業帶來高峰，不僅成為The Deele銷量排行最高的專輯，其中由Babyface所譜寫並在橋段部份獻聲的單曲〈Two Occasions〉，更在1988年間稱霸告示牌百大單曲榜Top 10及R&B榜第4名。
1986年，Babyface的个人處女座《Lovers》問世，很快即受到全美各大电台的好评，个人知名度亦由此开启。1989年，Babyface發表了第二张个人专辑《Tender Lover》，專輯銷售達兩百萬張的佳績，Babyface迅速地挤入巨星行列。1993年發表的第三张个人专辑《For the Cool in You》，在全美銷售超過兩百萬張，獲得雙白金榮耀。
Babyface除了是位優秀的歌手外，更是多位歌手頻頻邀揽合作的創作和制作人，他谱写制作超过百首畅销单曲，其中有25首更是全美排行榜首之作：包括在1992年为Boyz II Men谱写的电影《花心大少闖情關》（Boomerang）主题曲〈End of the Road〉，此曲不仅为该团一举撞开了成功之路，更成为告示牌百大單曲榜的13周冠军白金单曲，创下流行單曲榜新紀錄；其後於1994年再为該團谱写的歌曲〈I'll Make Love to You〉，成為流行榜14周冠军單曲，再次刷新兩年前创下的纪录。
1996年，Babyface发表個人第四張錄音室專輯《The Day》。首支单曲〈This Is for the Lover in You〉是翻唱自Shalamar乐团1981年的名曲，Babyface邀来LL Cool J助阵说唱。〈Every Time I Close My Eyes〉是邀請Mariah Carey献声、Kenny G演奏萨克斯的另一首排行Top10金曲。還有Eric Clapton参与吉他演奏的〈Talk to Me〉以及Stevie Wonder参与填词谱曲与合音的〈How Come, How Long〉。《The Day》專辑在排行榜最高成绩为第6名，並在一年内销售突破兩百万张。
1997年，Babyface一舉获得12项第39届葛莱美奖的提名，打平流行天王Michael Jackson專輯《Thriller》的纪录。并于同年2月26日的颁奖典礼上摘下三项大奖，分别是年度製作（以参与Eric Clapton歌曲〈Change the World〉的制作获得）、最佳节奏蓝调歌曲（为Whitney Houston谱写制作的〈Exhale (Shoop Shoop)〉获得）以及年度制作人獎。

## 個人專輯
- Lovers (1986)
- Tender Lover (1989)
- For the Cool in You (1993)
- The Day (1996)
- Face2Face (2001)
- Grown & Sexy (2005)
- Playlist (2007)
- Return of the Tender Lover (2015)
- Girls Night Out (2022)